# Rhabdocaulon stenodontum
Rhabdocaulon stenodontum là một loài thực vật có hoa trong họ Hoa môi. Loài này được (Briq.) Epling miêu tả khoa học đầu tiên năm 1936.